# La Bataille de Londres
Dessous, secrets et coulisses du rapatriement constitutionnel
La Bataille de Londres est un ouvrage de l'historien québécois Frédéric Bastien publié en 2013.
Il raconte les tractations entre les gouvernements de Pierre Elliott Trudeau, alors premier ministre du Canada, et de Margaret Thatcher, alors première ministre du Royaume-Uni, portant sur le rapatriement de la Constitution canadienne, au lendemain du référendum de 1980,. 
L'une des principales thèses du livre est que l'ex-premier ministre du Canada aurait procédé à ce qui s'apparente à un coup d'état constitutionnel, provoquant un important battage médiatique au moment de sa parution.
À la suite de la mort de Frédéric Bastien en 2023, le livre est réédité en format poche avec une préface du professeur de droit constitutionnel Patrick Taillon.

## Réception

### Réactions politiques
La publication de La Bataille de Londres cause un certain émoi au Québec au moment de sa publication en 2013, alors que le Parti Québécois forme un gouvernement minoritaire à l'Assemblée nationale. Les révélations de l'auteur, qui suggèrent que le juge en chef de la Cour suprême du Canada Bora Laskin aurait manœuvré en coulisses avec des membres de l'exécutif du gouvernement fédéral du Canada, amène l'institution juridique à lancer une enquête interne.
À Québec, la première ministre Pauline Marois dépose une motion adoptée à l'unanimité à l'Assemblée nationale le 16 avril, demandant à Ottawa l'accès à ses archives sur le sujet,. À la suggestion du gouvernement fédéral, Québec effectue des demandes d'accès à l'information le 24 avril.
Au terme de son enquête, la Cour suprême indique n'avoir aucun élément de preuve dans ses archives qui confirmerait que des communications auraient eu cours entre les juges concernés et des tiers par rapport au rapatriement de la constitution. Or, durant son enquête, la cour n'a examiné que des documents internes, selon Le Devoir. Ces documents « ne recensent pas les rencontres ou les conversations des juges », ce qui, selon le quotidien « rendait les résultats de la recherche improbables ». Québec et le NPD se disent insatisfaits de l'enquête. Selon Thomas Mulcair, chef de l'opposition officielle à la chambre des communes, le sérieux de la question et des nouveaux éléments relevés par Frédéric Bastien auraient mérités que la cour fasse une enquête plus approfondie.
Le 2 mai 2013, le chef du NPD, appuyé par le Bloc québécois, présente une motion à la chambre des communes demandant « d’annoncer dans les plus brefs délais les mesures qu’il entreprendra pour répondre à la motion adoptée unanimement par l’Assemblée nationale du Québec »,. La motion est toutefois rejetée par le Parti libéral et le Parti conservateur et les démarches du chef néo-démocrate suscitent un certain nombre de critiques au sein du Canada à l'extérieur du Québec,. Le lendemain, le premier ministre du Canada Stephen Harper exprime son refus d'ouvrir les archives fédérales, préférant laisser les demandes d'accès à l'information de Québec suivre leur cours. À l'instar de Justin Trudeau et de François Legault, il minimise l'importance de la question, affirmant que les électeurs ne s'intéressent pas à ces vieux débats,.
Le 13 juin 2013, un groupe d'historiens, comprenant notamment Éric Bédard, Gilles Laporte et Laurent Turcot, signent une lettre ouverte dans laquelle ils dénoncent les limites de la Loi sur l'accès à l'information au Canada relativement aux démarches de Frédéric Bastien, qui a été contraint de faire ses recherches à même les archives du Bureau des Affaires étrangères et du Commonwealth pour recueillir ses informations. Ils dénoncent notamment le fait qu'il n'y ait pas au Canada de délai de prescription pour le dévoilement des archives gouvernementales, de sorte que l'historien a dû composer avec des documents lourdement caviardés. Le 3 juin 2023, le juriste Sébastien Bouthillier précise que pour les documents archivés du Conseil privé, le greffier doit donner une autorisation pour le matériel, même dans le cas où ils auraient une valeur historique, de sorte que l'autorisation du greffier était peu probable sous Stephen Harper.

### Critiques
Selon la Revue d'histoire de l'Amérique française, si l'ouvrage a suscité un aussi important battage médiatique, c'est notamment en raison des implications politiques de la thèse de Frédéric Bastien, mais également en raison de la qualité de son travail de recherche. Se basant sur des entrevues ainsi que des documents obtenus auprès du Bureau des Affaires étrangères et du Commonwealth, « il s’est livré à une triangulation fascinante en vue de cerner les tractations qui ont mené à la Loi constitutionnelle de 1982 ». Dans L'Actualité, la chroniqueuse Josée Legault qualifie le tout de lecture fascinante qui présente avec acuité de quelle façon l'ex-premier ministre du Canada aurait mené un véritable coup d'état constitutionnel.
Dans une critique publiée dans Le Devoir le 15 avril 2013, le professeur de droit Philip Girard, auteur d'une biographie du juge en chef de la Cour suprême Bora Laskin, affirme que Frédéric Bastien fait « une interprétation exagérée, déséquilibrée et souvent erronée » des nouveaux documents qu'il a trouvé dans les archives diplomatiques britanniques, qui révèlent qu'il y a eu une certaine communication entre notamment les juges Etsey et Laskin de la Cour suprême du Canada et des représentants du gouvernement britannique pendant le processus de rapatriement de la constitution. Philip Girard souligne que ce que Frédéric Bastien voit comme des violations du principe de séparation des pouvoirs n'est pas suffisant pour rendre le rapatriement « nulle et de nul effet  », puisqu'une séparation stricte des pouvoirs n'existe pas dans le contexte constitutionnel canadien, contrairement à la France ou aux États-Unis. Philip Girard conclut que « sa version de la Bataille de Londres, quoique divertissante par moments, est au bout du compte tellement déséquilibrée qu’elle s’effondre sous son propre poids ». Le 17 avril 2013, Frédéric Bastien réplique en énumérant des événements dans la chronologie des événements qui appuient sa thèse.

## Distinctions
- 2013 : Prix Richard-Arès[24]